# Église Saint-Pierre de Villers-lès-Luxeuil
Pour les articles homonymes, voir Église Saint-Pierre.
L'église Saint-Pierre est une église catholique située à Villers-lès-Luxeuil, en France.

## Localisation
L'église est située dans le département français de la Haute-Saône, sur la commune de Villers-lès-Luxeuil.

## Historique
L'édifice est inscrit au titre des monuments historiques en 1995.